# Lebia atriventris
Lebia atriventris är en skalbaggsart som beskrevs av Thomas Say. Lebia atriventris ingår i släktet Lebia och familjen jordlöpare. Inga underarter finns listade i Catalogue of Life.